# Giordano Mattavelli
Giordano Mattavelli (Ornago, 30 maggio 1935 – Ornago, 1º aprile 2025) è stato un calciatore italiano, di ruolo attaccante.

## Caratteristiche tecniche
Ricopriva la posizione dell'ala, schierato indifferentemente destra o sinistra.

## Carriera
Esordì nel Monza in Serie B nella stagione 1954-1955 dopo essere stato acquistato dalla Nino Ronco di Ornago. Dopo tre stagioni da titolare passò in prestito nelle file del Vigevano in Serie B nella stagione 1958-1959. Di rientro dal prestito disputa altre due stagioni da titolare nel Monza sempre in Serie B. Nell'estate del 1961 passa a titolo definitivo nel Torino dove esordisce in Serie A il 27 agosto 1961 a Genova contro la Sampdoria, partita terminata 2-0. Dopo quattro presenze viene ceduto in prestito, nel mercato di riparazione (nel novembre 1961), al Monza. Il campionato successivo, il 1962-1963, venne dato in prestito al Casale militante in Serie C. I tre campionati successivi li giocò nelle file della Carrarese, il primo a titolo di prestito e gli altri due la Carrarese diventò proprietaria del suo cartellino. Nel giugno del 1966 rescisse il contratto con i toscani e si accasò nella Pro Sesto che allora militava in Serie D. Dal campionato successivo giocò nel Voghera. In seguito militò in squadre minori della Brianza.
Ha disputato in carriera 4 partite in Serie A ed oltre 150 in Serie B.